# Intergovernmental Panel on Climate Change
Der Intergovernmental Panel on Climate Change (IPCC), im Deutschen als Zwischenstaatlicher Ausschuss für Klimaänderungen, meist als Weltklimarat bezeichnet, wurde im November 1988 vom Umweltprogramm der Vereinten Nationen (UNEP) und der Weltorganisation für Meteorologie (WMO) als zwischenstaatliche Institution ins Leben gerufen, um für politische Entscheidungsträger den Stand der wissenschaftlichen Forschung zum Klimawandel zusammenzufassen mit dem Ziel, Grundlagen für wissenschaftsbasierte Entscheidungen zu bieten. Der Sitz des IPCC-Sekretariats befindet sich in Genf (Schweiz), 195 Regierungen sind Mitglieder des IPCC, darüber hinaus sind mehr als 190 Organisationen als Beobachter des IPCC registriert.
Hauptaufgabe des Ausschusses ist es, die naturwissenschaftlichen Grundlagen und den weltweiten Forschungsstand über die Auswirkungen der globalen Erwärmung und seine Risiken sowie Minderungs- und Anpassungsstrategien zusammenzutragen und aus wissenschaftlicher Sicht zu bewerten. Dazu beruft der IPCC tausende Wissenschaftler aus aller Welt. Diese erstellen die Sachstandsberichte des IPCC. Bisher hat der IPCC sechs Sachstandsberichte und mehr als zehn Sonderberichte sowie Richtlinien für die Erstellung von Treibhausgasinventaren veröffentlicht.
Der IPCC gilt als „Goldstandard“ in der Klimaforschung. Seine Sachstandsberichte werden innerhalb der Wissenschaft als glaubwürdigste und fundierteste Darstellung bezüglich des naturwissenschaftlichen, technischen und sozioökonomischen Forschungsstandes über das Klima und seine Veränderungen sowie über Möglichkeiten des Umgangs damit betrachtet. Die Schlussfolgerungen des IPCC werden von allen großen US-amerikanischen wissenschaftlichen Gesellschaften mit einschlägiger fachlicher Kompetenz bestätigt, unter anderem von der American Geophysical Union, der American Meteorological Society und der American Association for the Advancement of Science. Zudem werden sie u. a. von den nationalen Akademien der Wissenschaften vieler Staaten wie Frankreich, Russland, Deutschland, Japan, Italien, Kanada, China und Brasilien sowie der Royal Society bekräftigt. Der IPCC wurde 2007, gemeinsam mit dem ehemaligen US-Vizepräsidenten Al Gore, mit dem Friedensnobelpreis ausgezeichnet.

## Geschichte
Der IPCC ist aus einem internationalen wissenschaftlichen Gremium hervorgegangen, der 1985 vom International Council of Scientific Unions, dem Umweltprogramm der Vereinten Nationen (UNEP) und der World Meteorological Organization (WMO) eingerichteten Advisory Group on Greenhouse Gases, um Empfehlungen auf der Grundlage aktueller Forschung zu geben. Dieser kleinen Gruppe von Wissenschaftlern fehlten die Mittel, um den immer komplexer werdenden interdisziplinären Charakter der Klimawissenschaften abzudecken. Die US-Umweltschutzbehörde und das US-Außenministerium wollten eine internationale Konvention zur Einigung auf Beschränkungen von Treibhausgasen, und die Reagan-Administration war besorgt über die uneingeschränkte Einflussnahme unabhängiger Wissenschaftler oder von Gremien der Vereinten Nationen wie UNEP und WMO. Die US-Regierung war die wichtigste Kraft bei der Bildung des IPCC als autonomes zwischenstaatliches Gremium, an dem Wissenschaftler sowohl als Experten für die Wissenschaft als auch als offizielle Vertreter ihrer Regierungen teilnahmen, um Berichte zu erstellen, die die feste Unterstützung aller führenden Wissenschaftler weltweit hatten. Diesen Berichten musste dann von allen beteiligten Regierungen im Konsens zugestimmt werden. Auf diese Weise wurde das IPCC als Mischung eines wissenschaftlichen Gremiums und einer zwischenstaatlichen politischen Organisation gebildet.
Im Jahr 2007 wurde der IPCC mit dem Friedensnobelpreis ausgezeichnet. Unter anderen erhielten die mehrere Hundert Leitautoren der bis dahin erschienenen Berichte ein Zertifikat, das ihren Beitrag würdigte.

## Überblick und Methodik
Der IPCC betreibt selbst keine Forschung, sondern in seinem Auftrag tragen Experten die Ergebnisse der Forschungen aus verschiedenen Disziplinen zusammen, darunter der Klimatologie, den Sozialwissenschaften und der Technologie. Er bildet eine kohärente Darstellung dieses Materials in sogenannten Sachstandsberichten ab, den IPCC Assessment Reports.
Die Sachstandsberichte des IPCC bestehen aus drei Bänden, die jeweils von einer Arbeitsgruppe erstellt werden. Arbeitsgruppe 1 behandelt die naturwissenschaftlichen Grundlagen des Klimawandels, Arbeitsgruppe 2 beschäftigt sich mit der Verwundbarkeit von sozioökonomischen und natürlichen Systemen gegenüber dem Klimawandel und dessen Auswirkungen. Zudem beschreibt sie Wege, wie sich die Menschen an eine globale Erwärmung anpassen können. Arbeitsgruppe 3 zeigt politische und technologische Maßnahmen zur Minderung des Klimawandels auf. In jeder Arbeitsgruppe arbeiten mehrere hundert Experten aus aller Welt etwa drei Jahre an einem Bericht von jeweils mehr als tausend Seiten. Sonderberichte werden nach demselben Verfahren wie Sachstandsberichte erstellt, behandeln aber ein bestimmtes Thema sehr ausführlich.
Die Sachstandsberichte durchlaufen ein mehrstufiges Begutachtungsverfahren (sogenanntes Peer-Review). In drei aufeinanderfolgenden Begutachtungsrunden werden Kommentare, Kritik und Vorschläge von den Autoren bearbeitet. Beim Fünften Sachstandsbericht wurden mehrere zehntausend Kommentare von hunderten von Forschern und Regierungen eingereicht; unabhängige Begutachtungseditoren, sogenannte Review Editors, achten darauf, ob die Überarbeitungen alles angemessen berücksichtigen.
Die Zusammenfassungen für politische Entscheidungsträger, die in allen Sachstandsberichten und Sonderberichten enthalten sind, werden Satz für Satz von den Regierungen in einer Vollversammlung unter dem Vorsitz der Wissenschaftler verabschiedet. Dabei achten die Regierungsvertreter vor allem darauf, dass die Aussagen vollständig, verständlich und ausgewogen sind. Es dürfen nur Informationen aus den zugrundeliegenden Berichten genutzt werden. Die wissenschaftlichen Autoren haben das letzte Wort, denn sie entscheiden, ob die von den Regierungen vorgeschlagenen Formulierungen korrekt sind. Das Plenum stimmt dem Gesamtbericht einschließlich der Zusammenfassung zu. Durch dieses Verfahren erkennen die Regierungen die wissenschaftlichen Aussagen der IPCC-Berichte an.
Während der Erstellung und Begutachtung sind die Berichte und Gutachterkommentare vertraulich. Ist ein Bericht veröffentlicht, können alle Unterlagen eingesehen werden.
Der IPCC machte in seinen Sachstandsberichten vielzitierte Aussagen über zukünftige Klimaänderungen. Diese auf unterschiedlichen Szenarien, genannt repräsentative Konzentrationspfade (RCPs), beruhenden Aussagen bilden seit Jahren die Grundlage der wissenschaftlichen und vor allem der politischen und ökonomischen Diskussionen über das zu erwartende Ausmaß der globalen Erwärmung und tragen wesentlich zur Entscheidungsfindung bei.

## Aufgaben
Der IPCC gibt keine Handlungsratschläge oder politische Empfehlungen. Im Auftrag des IPCC tragen Experten aus aller Welt den aktuellen Wissensstand zu den unterschiedlichen Aspekten des natürlichen und menschengemachten Klimawandels zusammen und bewerten ihn aus wissenschaftlicher Sicht. Die Autoren greifen auf bereits veröffentlichtes Wissen zurück, wenn möglich aus begutachteten, wissenschaftlichen Zeitschriften. Dabei geben sie den Grad ihres Vertrauens in ihre Aussagen aufgrund der vorhandenen Belege und deren Übereinstimmungsgrad an; falls möglich, machen sie auch quantitative Wahrscheinlichkeitsaussagen. Die Berichte des IPCC durchlaufen ein mehrstufiges Begutachtungsverfahren.
Der IPCC befasst sich u. a. mit folgenden Themen:
- Naturwissenschaftliche Grundlagen des Klimawandels in Vergangenheit, Gegenwart und Zukunft;
- Abschätzen der Folgen der globalen Erwärmung für Umwelt und Gesellschaft und deren Vulnerabilitäten;
- Risiko der von Menschen verursachten und von natürlichen Klimaänderungen (Globale Erwärmung);
- Technologische, ökonomische und gesellschaftliche Optionen zur Minderung des Klimawandels;
- Strategien der Anpassung an die globale Erwärmung;

Bei seiner Arbeit bemüht sich der IPCC darum, die Teilnahme von Entwicklungs- und Schwellenländern an den IPCC-Aktivitäten zu verbessern.

## Organisation
Der IPCC ist eine Institution der Vereinten Nationen. Er ist ein wissenschaftliches Gremium und gleichzeitig ein zwischenstaatlicher Ausschuss. Der Sitz des Rates ist Genf. Mit Stand 2023 sind 195 Länder Mitglied, Regierungen von Staaten, die Mitglieder der Vereinten Nationen oder der Weltorganisation für Meteorologie (WMO) sind. Für jeden Bericht werden neue Autorenteams zusammengestellt, Wissenschaftler aus der ganzen Welt, die ohne zusätzliche Bezahlung zur Arbeit des IPCC als Autoren und Gutachter beitragen. Außerdem hat der IPCC mehr als 190 akkreditierte Beobachter von internationalen Organisationen sowie aus der Zivilgesellschaft.
Die Mitgliedsstaaten des IPCC kommen etwa einmal jährlich zum Plenum zusammen. Daran nehmen hunderte Fachleute und Vertreter der Regierungen und anerkannter Beobachterorganisationen teil. Das Plenum entscheidet über Managementangelegenheiten, Verfahrensregeln für die Berichtserstellung und das Arbeitsprogramm. Außerdem wählt es die Vorsitzenden des IPCC und seiner Arbeits- und Projektgruppen sowie die übrigen Vorstandsmitglieder. Fertige Berichte werden dort verabschiedet und Themen für künftige beschlossen.
Die 34 Vorstandsmitglieder sind anerkannte Experten und unterstützen die wissenschaftliche Arbeit des IPCC. Ein Exekutivkomitee sorgt dafür, dass Beschlüsse des Plenums umgesetzt werden. Dieses Komitee hat etwa ein Dutzend Mitglieder und setzt sich zusammen aus den Vorsitzenden und Vizevorsitzenden des IPCC sowie den Vorsitzenden der Arbeitsgruppen und einer Projektgruppe. Die Leiter des IPCC-Sekretariats und der Geschäftsstellen sind als Berater dabei.
Drei Arbeitsgruppen erstellen den Sachstandsbericht sowie die Sonderberichte:
- Arbeitsgruppe I[34] befasst sich mit den naturwissenschaftlichen Aspekten des Klimasystems und der Klimaänderung.
- Arbeitsgruppe II[35] befasst sich mit den Auswirkungen des Klimawandels, der Verwundbarkeit von sozioökonomischen und ökologischen Systemen gegenüber Klimaänderungen sowie Möglichkeiten der Anpassung.
- Arbeitsgruppe III[36] befasst sich mit technologischen und sozioökonomischen Maßnahmen zur Minderung des Klimawandels.

Jeweils zwei Ko-Vorsitzende koordinierten die Arbeit jeder der drei Arbeitsgruppen, unterstützt von sieben oder acht Vizevorsitzenden und je einer Geschäftsstelle.
Eine ständige Projektgruppe, The Task Force on National Greenhouse Gas Inventories, befasst sich mit der Entwicklung von Methodologien und der Standardisierung von Verfahren für die Erstellung von Inventaren von Emissionsdaten von Treibhausgasen in den einzelnen Ländern, z. B. für die Klimarahmenkonvention. Die Projektgruppe wird von zwei Ko-Vorsitzenden koordiniert, unterstützt von 12 Vizevorsitzenden und einer Geschäftsstelle.
Der IPCC unterhält außerdem ein Datenzentrum, das IPCC Data Distribution Center, koordiniert von der Projektgruppe zu Daten und Szenarien, der IPCC Data The Task Group on Data Support for Climate Change Assessments.

### Vorsitz
Der erste Vorsitzende des IPCC war von 1988 bis 1996 der schwedische Meteorologe Bert Bolin, gefolgt von dem britischen Chemiker Robert Watson. Ab 2002 war der indische Ökonom Rajendra Kumar Pachauri Vorsitzender des IPCC. Nach dessen vorzeitigem Rücktritt von 2015 übernahm der bisherige Vizepräsident Ismail El Gizouli die kommissarische Leitung. Im Oktober 2015 wurde der koreanische Ökonom Hoesung Lee zum neuen Vorsitzenden gewählt. 2023 löste Jim Skea Hoesung in dieser Funktion ab. Die drei Vice-Chairs sind seit Juli 2023 Ladislaus Chang’a (Tansania), Ramón Pichs Madruga (Kuba) und Diana Ürge-Vorsatz (Ungarn).

## Berichte
Der IPCC veröffentlicht Berichte in vier Kategorien:
- Sachstandsberichte (Assessment Reports): Umfassende und objektive wissenschaftliche Bewertung des Forschungsstandes zum Klimawandel, meist in drei Bänden (Naturwissenschaftliche Grundlagen/Folgen, Anpassung, Verwundbarkeit/Klimaschutz);
- Sonderberichte (Special Reports): Ein Sachstandsbericht zu einem bestimmten Thema;
- Methodikberichte (Methodology Reports): Methodologien zur Erstellung von Treibhausgasinventaren.
- Technische Berichte (Technical Papers): Zusammenfassung bestimmter Inhalte aus Sachstands- oder Sonderberichten;

Die Sachstandsberichte werden im Abstand von etwa sechs Jahren veröffentlicht. Ein Synthesebericht fasst die drei Bände eines Sachstandsberichts zusammen, auch Sonderberichte können in den Synthesebericht einfließen. Mit der Fertigstellung und Veröffentlichung des Syntheseberichts endet der Sachstandszyklus.

### Sachstandsberichte (Weltklimaberichte)
Die Sachstandsberichte des IPCC (englisch Assessment Report, im Deutschen oft auch „Weltklimabericht“) werden in Abständen von etwa sechs Jahren publiziert:
- 1990: Erster Sachstandsbericht des IPCC (AR1)
- 1995: Zweiter Sachstandsbericht des IPCC (AR2)
- 2001: Dritter Sachstandsbericht des IPCC (AR3)
- 2007: Vierter Sachstandsbericht des IPCC (AR4)
- 2013/2014: Fünfter Sachstandsbericht des IPCC (AR5)
- 2021/2022/2023: Sechster Sachstandsbericht des IPCC (AR6)

### Sonderberichte
Bis zum Jahr 2023 hat der IPCC insgesamt 14 Sonderberichte herausgegeben:
- September 2019: Sonderbericht über die Ozeane und die Kryosphäre in einem sich wandelnden Klima (SROCC)
- August 2019: Sonderbericht über Klimawandel und Landsysteme (SRCCL)
- Oktober 2018: Sonderbericht 1,5 °C globale Erwärmung (SR1.5)
- März 2012: Sonderbericht Management des Risikos von Extremereignissen und Katastrophen zur Förderung der Anpassung an den Klimawandel (SREX)[45]
- April 2011: Sonderbericht über Erneuerbare Energiequellen und die Minderung des Klimawandels (SRREN)[46][47]
- März 2005: Sonderbericht zum Schutz der Ozonschicht und des globalen Klimasystems[48]
- März 2005: Sonderbericht zur Abscheidung und Speicherung von CO2 (SRCCS)[49]
- März 2000: Sonderbericht zu methodologischen und technologischen Fragen im Bereich Technologietransfer
- März 2000: Sonderbericht zu Landnutzung, Landnutzungsänderungen und Forstwirtschaft[50]
- März 2000: Sonderbericht zu den im dritten und vierten Sachstandsbericht verwendeten Emissionsszenarien (SRES)[51]
- März 1999: Sonderbericht „Luftverkehr und die globale Atmosphäre“
- März 1997: Sonderbericht „Die regionalen Folgen des Klimawandels: Eine Einschätzung der Vulnerabilität“
- März 1994: Sonderbericht „Klimawandel 1994: Strahlungsantrieb des Klimawandels und eine Evaluation der IPCC IS92 Emissionsszenarien“
- März 1994: Sonderbericht „IPCC technische Richtlinien für die Einschätzung von Klimafolgen und -anpassung“

Für den siebten Sachstandszyklus, der 2023 begann, ist die Veröffentlichung eines Sonderberichts „Klimawandel und Städte“ (Climate Change and Cities) für 2027 geplant.

## Budget
Die Arbeit des IPCC wird vom IPCC-Treuhandfonds unterstützt. Im Jahr 2009 gab der IPCC für seine Arbeit ca. 6,9 Millionen CHF oder, umgerechnet zum damaligen Kurs, gut 4,5 Millionen Euro aus.
Mit diesen Mitteln wird insbesondere die Mitarbeit von Fachleuten aus Entwicklungsländern (z. B. durch Reisekostenzuschüsse) und die Veröffentlichung und Übersetzung von IPCC-Berichten finanziert.
Der IPCC-Treuhandfonds erhält zum einen freiwillige Beiträge der Mitgliedstaaten. Letztere betrugen im Jahr 2009 beispielsweise 441.772 CHF aus Deutschland, 30.151 CHF aus Österreich, 100.000 CHF aus der Schweiz und 1.578.900 CHF aus den USA. Zum anderen leisten die Gründungsorganisationen UNEP und World Meteorological Organization sowie die Klimarahmenkonvention UNFCCC (Klimarahmenkonvention der Vereinten Nationen) Beiträge. UNEP und WMO tragen außerdem zur Finanzierung des IPCC-Sekretariats bei.
Die Geschäftsstellen der Arbeits- und Projektgruppen werden von den Ländern finanziert, in denen die Ko-Vorsitzenden arbeiten, hauptsächlich von Industrieländern. Diese finanzieren häufig auch Autorentreffen oder Plenarsitzungen.
Der Vorsitzende des IPCC, die Vizevorsitzenden und die Ko-Vorsitzenden sowie die Autoren der Berichte des IPCC erhalten für ihre Arbeit keine zusätzliche Bezahlung.
80 % der Mitgliedsländer beteiligten sich nicht am Haushalt des IPCC. 2017 stiegen die Vereinigten Staaten aus der Finanzierung des IPCC aus. Ihr Beitrag in Höhe von rund 2 Millionen US-Dollar hatte im Vorjahr 45 % des Haushalts der Organisation ausgemacht. Die Europäische Kommission und fünf Einzelstaaten erklärten sich daraufhin bereit, den Fehlbetrag durch erhöhten Beitragszahlungen auszugleichen.

## Kontroversen

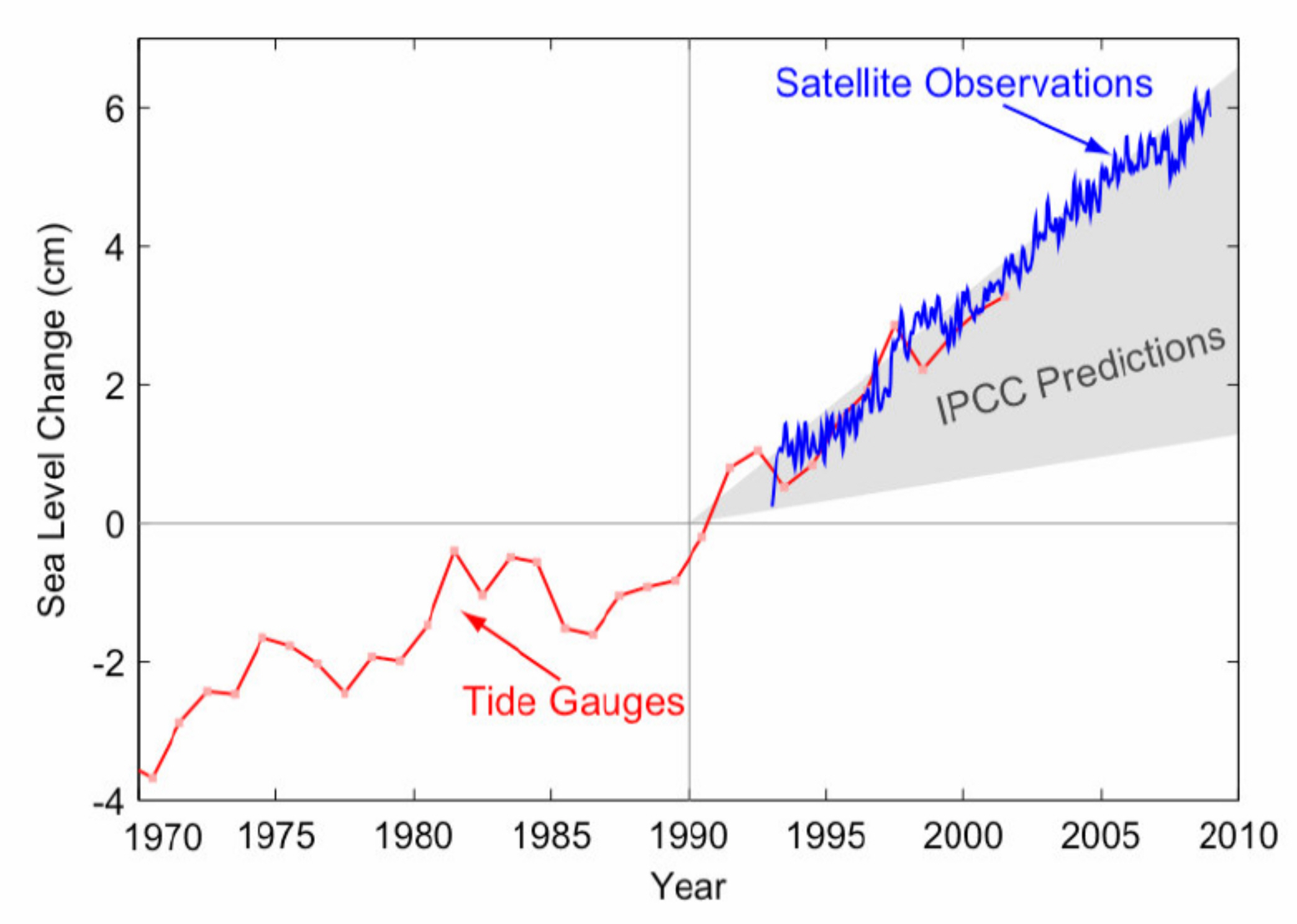
Vergleich des gemessenen Meeresspiegelanstiegs zwischen 1970 und 2010 mit den Projektionen des IPCC seit 1990: Die Realität bewegt sich am oberen Ende der damaligen IPCC-Szenarien.

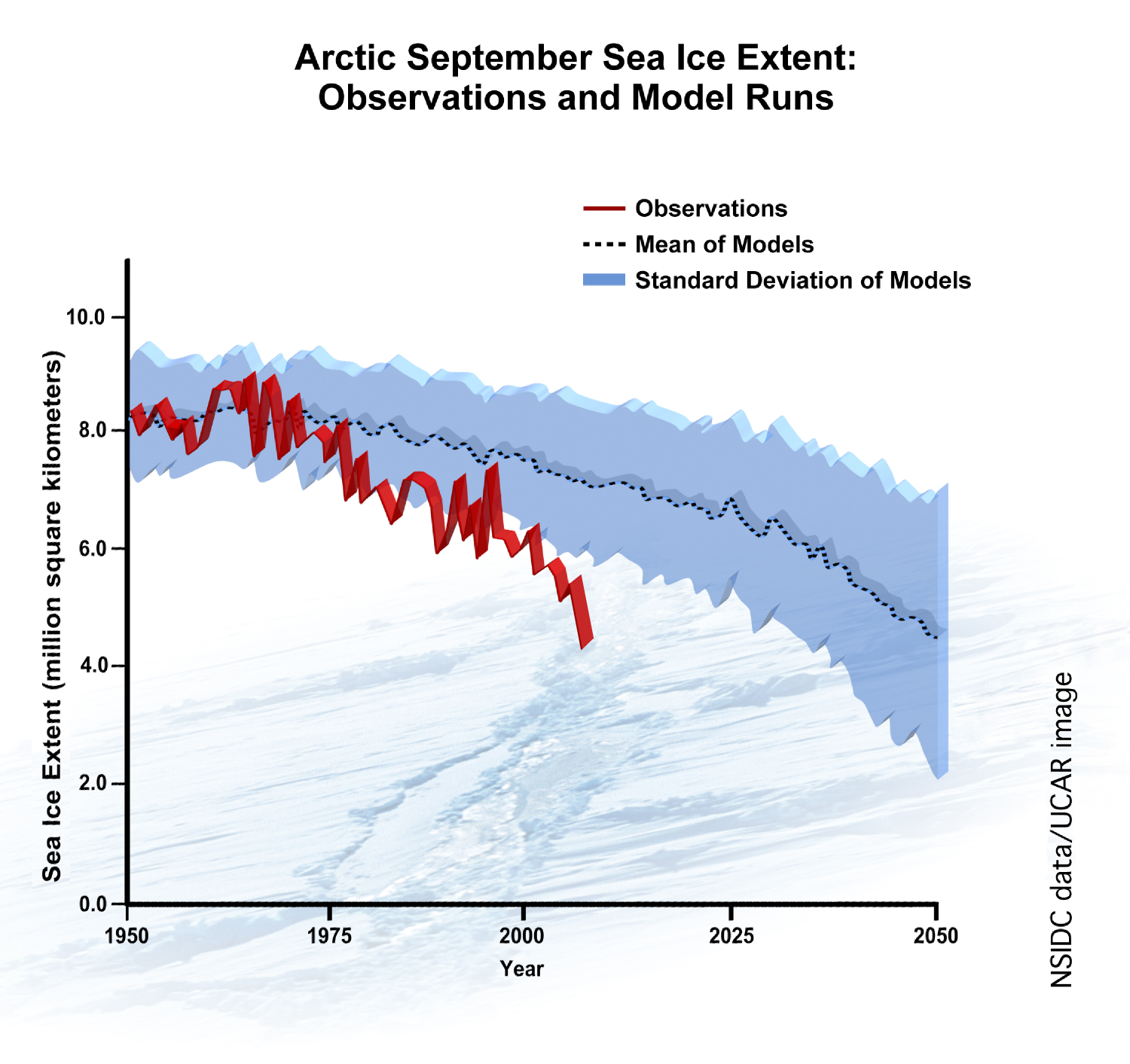
Das Schmelzen des Meereises in der Arktis verläuft schneller, als alle Klimamodelle, die Grundlage des 4. Sachstandsberichts des IPCC von 2007 waren, erwarten ließen

Da die Berichte des IPCC Grundlage der weltweiten Klimapolitik sind, steht der IPCC häufig in der Kritik von organisierten Klimawandelskeptikern und -leugnern, die ihn mit dem Vorwurf zu diskreditieren versuchen, politisch beeinflusst zu sein.
Entgegen der häufig von Klima„skeptikern“ vorgebrachten Behauptung, dass Klimawissenschaftler und das IPCC zu „alarmistisch“ seien (das heißt Ausmaß und Folgen der globalen Erwärmung zu übertreiben), kamen wissenschaftliche Untersuchungen zu dem Ergebnis, dass die Sachstandsberichte des IPCC tendenziell einige Aspekte der globalen Erwärmung eher unterschätzen. Zudem sind die Sachstandsberichte nicht nur konservativer, sondern auch vorsichtiger und zurückhaltender formuliert als die Verlautbarungen von Klimawandelleugnern. Begründet wird dieses Phänomen damit, dass IPCC-Autoren möglichst keine Angriffsfläche für Vorwürfe von Klimawandelleugnern bieten wollen, während diese ihre Aussagen im Gegensatz dazu umso aggressiver formulieren, um besser attackieren zu können.

### Diskreditierungsversuche
Gleich nach der Gründung des IPCC wurde 1989 mit der Global Climate Coalition eine von Erdölunternehmen wie ExxonMobil, Texaco und BP sowie weiteren Industriebranchen wie der Autoindustrie finanzierte Frontgruppe gegründet, die wissenschaftliche Erkenntnisse zum Klimawandel und Klimapolitik bekämpfen sollte. Diese spielte unter anderem eine Schlüsselrolle bei den inhaltlich nicht zutreffenden Vorwürfen gegen den IPCC-Autoren Benjamin D. Santer, dieser habe den Zweiten Sachstandsbericht des IPCC manipuliert. Ziel dieser Angriffe war es, sowohl den Bericht als auch den IPCC selbst zu diskreditieren. Im Zuge der Publikation des Dritten Sachstandsberichts 2001, erfolgten wiederum Angriffe auf den Klimaforscher Michael E. Mann, der das im Bericht wiedergegebene Hockeyschläger-Diagramm ursprünglich publiziert hatte, bei denen es ebenfalls darum ging, den IPCC zu diskreditieren. Nach der Publikation dieses Berichts gelang es dem ExxonMobil-Lobbyisten Randy Randol, die Regierung von George W. Bush davon zu überzeugen, den IPCC-Vorsitzenden Robert Watson abzulösen. Nachdem sich Randol per Brief ans Weiße Haus über Watson beschwert hatte, weil dieser den menschengemachten Klimawandel als Tatsache bezeichnet hatte, verweigerte die Bush-Regierung Watson eine weitere Amtszeit. Vor dem Erscheinen des Vierten Sachstandsberichts schrieb das American Enterprise Institute Wissenschaftler und Ökonomen in den USA und Großbritannien an und bot diesen 10.000 Dollar für jeden gegen den neuen Bericht verfassten Artikel an.
Nachdem mit der Wahl von Barack Obama die Umsetzung eines Klimaschutzprogrammes eine reale Möglichkeit wurde, kam es zu massivem Lobbyismus gegen Klimaschutz, der unter anderem auch immer schärfere Angriffe auf Klimaforscher und den IPCC beinhaltete. Unter anderem beruhten diese von einer finanziell gut ausgestatteten und relativ koordiniert vorgehenden Leugnungsmaschinerie geführten Angriffe auf dem vorgetäuschten Climate-Gate-Skandal sowie dem Bekanntwerden mehrerer vergleichsweise kleiner Fehler im Vierten Sachstandsbericht. Vor der Publikation des Fünften Sachstandsbericht versuchten Klimaskeptiker wiederum mit einer Flut von Meinungsbeiträgen, Blogartikel und Berichten Zweifel an dem Sachstandsbericht und dem IPCC generell zu säen.

### Abschwächung von Aussagen
Interessenkonflikte werden u. a. wegen des politischen Einflusses auf die Zusammenfassungen für Politiker thematisiert. So wurde im Zusammenhang mit dem vierten Sachstandsbericht bekannt, dass einige Regierungen (unter anderem die USA und China) bei der Begutachtung eine deutliche Abschwächung des von den Wissenschaftlern vorgelegten Berichtsentwurfes durchgesetzt haben. In allen Fällen kam es dabei zu einer Verwässerung der Aussagen. So wurde beispielsweise die von den Wissenschaftlern vorgeschlagenen Formulierung „Impacts are very likely to increase due to increased frequencies and intensities of extreme weather events [high confidence]“ abgeschwächt zu „Impacts due to altered frequencies and intensities of extreme weather, climate, and sea level events are very likely to change.“
Das australische Think-Tank Breakthrough – National Centre for Climate Restoration (BNCCR) veröffentlichte 2018 seinen aktualisierten Bericht What Lies Beneath, in dem er unter Bezug auf Aussagen von Kevin Anderson auf mögliche desaströse Folgen einer Erwärmung von 4 °C oder mehr hinweist. Des Weiteren wird festgestellt, der IPCC habe unter dem Druck von Politik und Wirtschaftsinteressen den Klimawandel konservativ eingeschätzt und größere Risiken verharmlost. Der anthropogene Klimawandel sei vielmehr eine unmittelbare existentielle Bedrohung der Menschheit; Notfallschutzmaßnahmen seien unabdingbar, um dieser Bedrohung angemessen zu begegnen. Die internationale Klimapolitik müsse die Klimaforschung unter dem Gesichtspunkt des Risikomanagements neu ausrichten.
Die im Hauptteil des sechsten Sachstandsberichts weiterhin und ursprünglich auch im Synthesereport enthaltene Empfehlung einer pflanzenbasierten Ernährung wurde 2023 aufgrund von Interventionen aus Argentinien und Brasilien durch eine Formulierung ersetzt, die keine Aussage über eine Notwendigkeit der Reduktion des Fleischkonsums enthält.

### PBL-Bericht zum vierten IPCC-Sachstandsbericht
Vor dem Hintergrund von Kritik wegen Fehlern im 2007 veröffentlichten vierten Sachstandsbericht beauftragte UN-Generalsekretär Ban Ki-Moon den InterAcademy Council (IAC), einen internationalen Zusammenschluss von Wissenschaftsakademien, mit einer Untersuchung der Arbeit des IPCC. Der IAC legte daraufhin im Sommer 2010 einen Bericht vor. Darin bescheinigte er dem IPCC gute Arbeit und machte gleichzeitig mehrere Reformempfehlungen. Neben der Einrichtung eines Leitungsteams wurde u. a. vorgeschlagen, dem IPCC-Sekretariat einen Exekutivdirektor zu geben.
Anfang 2010 unterzeichneten 277 niederländische Wissenschaftler einen offenen Brief, in dem sie den IPCC verteidigten und gegen die Diskreditierung der Klimaforschung in der öffentlichen Debatte protestierten. Um die Fehler im vierten IPCC-Bericht habe es eine „unverhältnismäßige Aufregung“ (disproportionate commotion) gegeben. Der IPCC sei zwar nicht unfehlbar, aber seine Arbeitsweisen seien „transparent und sorgfältig“ (transparent and thorough). Die grundlegenden Ergebnisse des IPCC würden trotz der Fehler gültig bleiben. Gleichzeitig forderten die Wissenschaftler, dass das Gremium in Zukunft Fehler noch schneller einräumen solle.
Vor dem Hintergrund der Debatte um Fehler im vierten IPCC-Sachstandsbericht beauftragte die niederländische Umweltministerin Jacqueline Cramer am 29. Januar 2010 die nationale Umweltbehörde PBL, eine umfassende Beurteilung der (im Syntheseband aufgeführten) 32 Schlussfolgerungen zu den regionalen Auswirkungen der globalen Erwärmung und der zugrunde liegenden Kapitel der Arbeitsgruppe II vorzunehmen. Der am 5. Juli 2010 veröffentlichte PBL-Bericht kam zu dem Ergebnis, dass die Schlussfolgerungen im Syntheseband nicht durch gefundene Fehler untergraben würden. Allerdings enthielten mehrere Schlussfolgerungen Aussagen, die keine Grundlage in den Kapiteln oder den dort zitierten Quellen hätten. Auch seien vereinzelt unzulässige Generalisierungen sowie mangelnde Transparenz und Glaubwürdigkeit von Quellen aufgetreten. So schloss der IPCC von rückläufigen Erträgen bei Hirse, Erdnuss und Augenbohne im Niger auf rückläufige Erträge von Nutzpflanzen in der Sahelzone und von rückläufiger Rinderproduktivität in Argentinien auf rückläufige Nutztierproduktivität in Südamerika. Insgesamt wurden leichte Mängel bei fünf und schwere Mängel bei drei der 32 Schlussfolgerungen festgestellt.
Der PBL-Bericht kam insgesamt zu dem Ergebnis, dass die Schlussfolgerungen des vierten IPCC-Berichts weiterhin zulässig und insgesamt gut begründet seien. Neben den Fehlern wurde bemängelt, dass in der Zusammenfassung der Ergebnisse der Arbeitsgruppe II im Syntheseband negative Prognosen herausgepickt und positive Prognosen nicht genannt worden seien, ohne dieses „risikoorientierte“ Auswahlverfahren hinreichend zu verdeutlichen.
Darüber hinaus wurde von wissenschaftlicher Seite empfohlen, die Prozesse weiter zu verbessern. So schlug u. a. der Direktor des Potsdam-Instituts für Klimafolgenforschung und Vorsitzender des Wissenschaftlichen Beirats der Bundesregierung Globale Umweltveränderungen Hans Joachim Schellnhuber nach der Entdeckung einer fehlerhaften Gletscherprognose im Vierten Sachstandsbericht vor, die „Struktur des Rates und den Zuschnitt der Arbeitsgruppen“ zu optimieren, um zukünftig ähnliche Fehler zu vermeiden.

### „Lecks“ beim Fünften IPCC-Sachstandsbericht
Laut Verfahrensregeln des IPCC sind die Entwürfe der Berichte sowie die Gutachterkommentare während der dreistufigen Begutachtung vertraulich. Nach Veröffentlichung der Berichte werden alle Unterlagen der Öffentlichkeit zugänglich gemacht.
Im Dezember 2012 veröffentlichte der Blogger und Klimawandelleugner Alec Rawls unautorisiert eine Vorab-Version des fünften Sachstandsberichts im Internet. Durch Anmeldung als externer Gutachter des IPCC hatte er sich dazu Zugang verschafft. Aus einem Satz, dass der Einfluss der kosmischen Strahlung noch nicht ganz verstanden sei, schloss er, dass dadurch die bisherige Klimatheorie ins Wanken gerate. Verschiedene Experten widersprachen dem. Die Kernaussage sei im Gegenteil, dass der Einfluss kosmischer Strahlung vermutlich zu vernachlässigen sei. Insgesamt hätte sich die Beweislage zur anthropogenen globalen Erwärmung verdichtet (die Wahrscheinlichkeitsabschätzung dafür betrage nun 95 % statt 90 % beim letzten Bericht). Auch werde der voraussichtliche Meeresspiegelanstieg vermutlich nach oben korrigiert.
Anfang November 2013 gelangte erneut eine Entwurfsversion des IPCC-Berichts (2. Teil) an die Öffentlichkeit. Aufgrund der „Lecks“ wurde von verschiedener Seite (u. a. InterAcademy Council, KNMI, einige beteiligte Wissenschaftler) gefordert, den gesamten Entwurfsprozess schon während der Erstellung der Berichte öffentlich zu machen.
Im Frühjahr 2023 leakte Scientist Rebellion Teile des Synthesereports des sechsten Sachstandsberichts und verwies dabei auf die gebotene Dringlichkeit sowie die Befürchtung der Abschwächung von Formulierung durch Regierungen und Interessengruppen.